# Jaktgrupp (flyg)

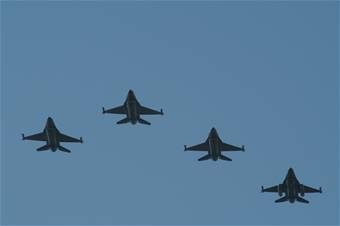
F-16-plan som flyger i jaktgruppformation.

Jaktgrupp (engelska: finger-four, tyska: Vierfingerschwarm) är inom militärflyget en jaktformation om fyra jaktflygplan som utgör en grupp, en formationsenhet uppgjord av två jaktrotar (formationsenhet om två jaktflygplan), vardera med en "roteetta" samt en "rotetvåa", där ena ettan är jaktgruppchef samt leder formationen.
Formationsenheten är praktiskt eftersom den kan delas upp i två jaktrotar vid behov där vardera rote har en roteetta som kan leda vidare. Rotarna kan ytterligare vid behov delas upp i två självständiga jaktflygplan. Konceptet ger hög flexibilitet under uppdrag. Två jaktgrupper bildar i sin tur en jaktdivision.
Jaktgrupper flyger främst i  asymmetrisk pilformation, varför formationen kallas ”fyrfinger-formation/fingerspets-formation” och liknande på exempelvis engelska och tyska, härlett ur formationens likhet med fingerspetsarnas längdförhållande på handen.

## Historia
Formationsenheten har erhållit störst historisk framgång genom den tyska krigsmakten, särskilt i och med andra världskriget, där dess fördelar överglänste den tidigare vanliga pilformationen i tregrupp, i dåtida brittisk doktrin kallad Vic-formation (”Viktor-formation”), i dåtida japanskt doktrin kallad shōtai (小隊: ”smågrupp”), med mera, varvid jaktgruppen så småningom ersatte dessa. Japanskt jaktflyg ska informellt ha utprovat jaktgrupp om fyra på individuell nivå redan innan kriget men kom först att anta formationen formellt omkring 1943.

## Indelning
Jaktgrupp härrör följande indelning:
- Jaktrote – består av två jaktflygplan, en "roteetta" samt en "rotetvåa", där ettan är "rotechef" samt leder formationen.
- Jaktgrupp – består av fyra jaktflygplan om två jaktrotar, vardera med en roteetta, där en utgör "jaktgruppchef" och leder formationen.
- Jaktdivision – består av åtta jaktflygplan om två jaktgrupper, vardera med en "jaktgruppchef", där en utgör "jaktdivisionschef" och leder formationen.

Indelningen är praktiskt eftersom den kan kontinuerligt delas upp i två vid behov utan att förlora ledning: en jaktdivision blir två jaktgrupper och var grupp blir två jaktrotar. Rotarna kan ytterligare vid behov delas upp i två enskilda jaktflygplan. Konceptet ger hög flexibilitet under uppdrag.
|  |  |          |          |          |          |          |          |           |           |           |           |           |           |          |          |          |          |          |          | Jaktdivision |  |  |  |  |  |          |          |          |          |          |          |           |           |           |           |           |           |          |          |          |          |          |          |  |  |  |  |  |  |  |  |  |  |  |  |  |  |  |  |
|  |  |          |          |          |          |          |          |           |           |           |           |           |           |          |          |          |          |          |          |              |  |  |  |  |  |          |          |          |          |          |          |           |           |           |           |           |           |          |          |          |          |          |          |  |  |  |  |  |  |  |  |  |  |  |  |  |  |  |  |
|  |  |          |          |          |          |          |          |           |           |           |           |           |           |          |          |          |          |          |          |              |  |  |  |  |  |          |          |          |          |          |          |           |           |           |           |           |           |          |          |          |          |          |          |  |  |  |  |  |  |  |  |  |  |  |  |  |  |  |  |
|  |  |          |          |          |          |          |          | Jaktgrupp | Jaktgrupp | Jaktgrupp | Jaktgrupp | Jaktgrupp | Jaktgrupp |          |          |          |          |          |          |              |  |  |  |  |  |          |          |          |          |          |          | Jaktgrupp | Jaktgrupp | Jaktgrupp | Jaktgrupp | Jaktgrupp | Jaktgrupp |          |          |          |          |          |          |  |  |  |  |  |  |  |  |  |  |  |  |  |  |  |  |
|  |  |          |          |          |          |          |          | Jaktgrupp | Jaktgrupp | Jaktgrupp | Jaktgrupp | Jaktgrupp | Jaktgrupp |          |          |          |          |          |          |              |  |  |  |  |  |          |          |          |          |          |          | Jaktgrupp | Jaktgrupp | Jaktgrupp | Jaktgrupp | Jaktgrupp | Jaktgrupp |          |          |          |          |          |          |  |  |  |  |  |  |  |  |  |  |  |  |  |  |  |  |
|  |  |          |          |          |          |          |          |           |           |           |           |           |           |          |          |          |          |          |          |              |  |  |  |  |  |          |          |          |          |          |          |           |           |           |           |           |           |          |          |          |          |          |          |  |  |  |  |  |  |  |  |  |  |  |  |  |  |  |  |
|  |  | Jaktrote | Jaktrote | Jaktrote | Jaktrote | Jaktrote | Jaktrote |           |           |           |           |           |           | Jaktrote | Jaktrote | Jaktrote | Jaktrote | Jaktrote | Jaktrote |              |  |  |  |  |  | Jaktrote | Jaktrote | Jaktrote | Jaktrote | Jaktrote | Jaktrote |           |           |           |           |           |           | Jaktrote | Jaktrote | Jaktrote | Jaktrote | Jaktrote | Jaktrote |  |  |  |  |  |  |  |  |  |  |  |  |  |  |  |  |